# Wiktor Alexejewitsch Oserow

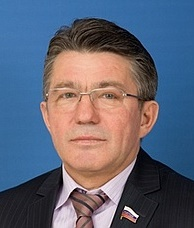
Wiktor Alexejewitsch Oserow, 2017

Wiktor Alexejewitsch Oserow (russisch Виктор Алексеевич Озеров; * 5. Januar 1958 in Abakan, Chakassien) ist ein russischer Politiker.

## Leben
Oserow absolvierte 1979 die Nowosibirsker Höhere Militärkommandoschule und 1991 die Militärpolitische Lenin-Akademie in Moskau. Er ist Vorsitzender des Sicherheits- und Verteidigungsausschusses des Föderationsrates der Russischen Föderation und Abgeordneter in der Duma. Von diesem Posten trat er im Juli 2017 zurück.
Im März 2014 wurde Oserow von der EU aufgrund seiner Rolle im russischen Krieg in der Ukraine auf die nach der russischen Krimannexion aufgestellte Sanktionsliste gesetzt, die für ihn Einreiseverbot und eine Vermögenssperre bedeuten.
Oserow ist verheiratet und hat zwei Kinder.